# Власенко Євген Олександрович
Євген Олександрович Власенко (рос. Евгений Александрович Власенко; * 8 грудня 1938, Воронеж) — радянський футболіст. Воротар, виступав, зокрема за «Авангард» (Харків), «Карпати» (Львів) і «Кривбас» (Кривий Ріг).
Грав за «Авангард» і «Торпедо» (обидва — Харків), «Хімік» (Сєвєродонецьк), «Карпати» (Львів) і «Кривбас» (Кривий Ріг).